# Bojowe środki promieniotwórcze
Bojowe środki promieniotwórcze(BŚP) – odpowiednio przygotowane substancje promieniotwórcze (w postaci związków chemicznych lub mieszanin), które mogą być wykorzystywane do skażenia powietrza, wody i terenu oraz znajdujących się na nim obiektów, przedmiotów i ludzi. Stosuje się je w postaci dymów, aerozoli, proszków lub cieczy. Zazwyczaj wykorzystuje się do nich pierwiastki promieniotwórcze o krótkim (kilkunasto – kilkudziesięciodniowym) okresie połowicznego rozpadu
Mogą być wykorzystywane oddzielnie lub łącznie z bojowymi środkami trującymi; można nimi napełniać pociski rakietowe, bomby lotnicze, amunicję artyleryjską.
Brak odrębnych cech zewnętrznych nie pozwala na ich wykrycie bez użycia przyrządów dozymetrycznych.